# Афро (зачіска)

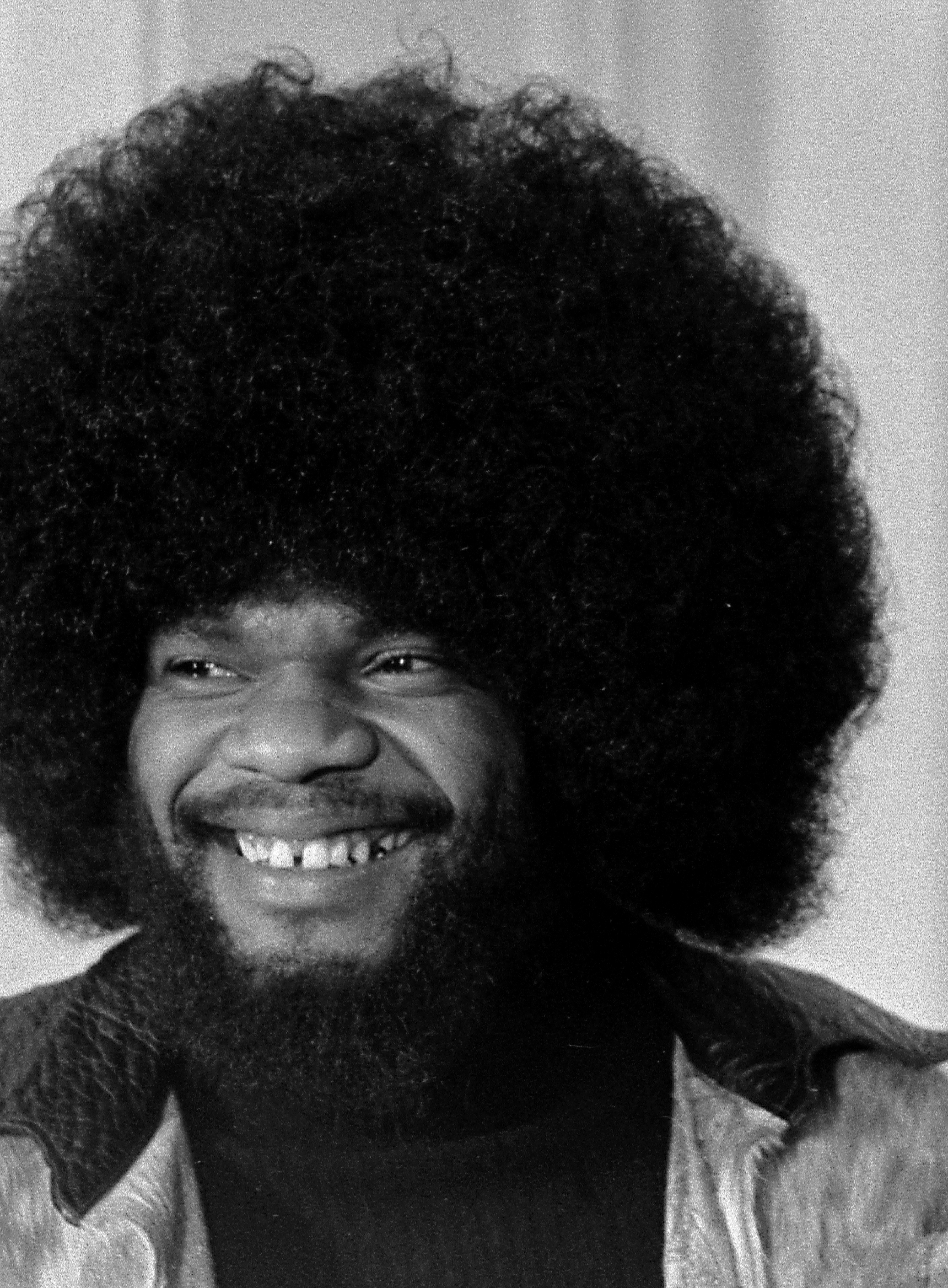
Музикант Біллі Престон із зачіскою афро у 1974 році

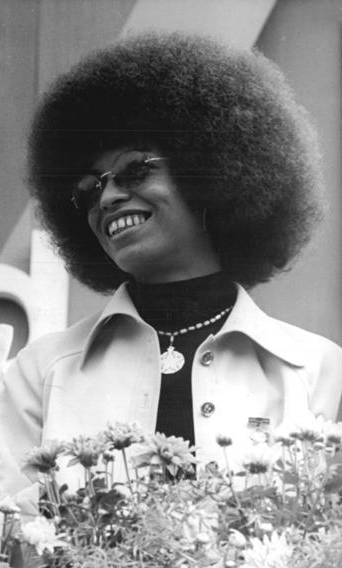
Правозахисниця Анджела Девіс із зачіскою афро у 1973 році

Афро (англ. Afro) — пишна, об'ємна зачіска, модна в 1970-ті роки у представників афроамериканців. Зачіска створюється при розчісуванні волосся, що дозволяє волоссю збільшувати обсяг, утворюючи округлу форму, подібно німбу, хмари або м'ячу. У людей, для яких природне кучеряве або пряме волосся, зачіска зазвичай формується за допомогою крему, гелю або інших фіксуючих рідин, що дозволяють волоссю зберігати форму.
Також в честь неї було названо музичний стиль афро, засновником якого вважається виконавець Toto з його всесвітньо відомою композицією Africa.

## Етимологія
Назва «афро» походить від терміна «афроамериканський».

## Історія
Під час рабства в США (до 1860-х років) афроамериканці зазвичай укладали волосся так, щоб наслідувати зачіски панівного білого населення, серед якого вони жили. Незважаючи на назву, ця зачіска має близькосхідне походження і вельми складна для більшості представників негроїдної раси, відмітною особливістю яких є слабкі, рідкісні, короткі волосся, аж до їх повної відсутності. Тому певну популярність мають афроперуки. Також подібні зачіски характерні для корінного населення Австралії та Океанії.

## Гребінець «афро-майстер»
Гребінець «афро-майстер» була винайдена в 1972 році Френком Харві, перукарем з Річмонда, Вірджинія. Довгий зубчик гребінця призначений для того, щоб, використовуючи захоплюючі рухи, глибоко проникати до коріння волосся і випрямити їх, що дозволяє волоссю отримати бажаний стиль або форму.